# Euxoa munis
Euxoa munis là một loài bướm đêm trong họ Noctuidae.